# تپه پیه شیء
تپه پیه شی مربوط به دوره اشکانیان - دوره ساسانیان - سده‌های اولیه دوران‌های تاریخی پس از اسلام است و در شهرستان مراغه، بخش مرکزی، دهستان قره ناز، ۷۰ ۹م جنوب غربی روستای ورجوی واقع شده و این اثر در تاریخ ۲۷ اسفند ۱۳۸۶ با شمارهٔ ثبت ۲۲۲۷۲ به‌عنوان یکی از آثار ملی ایران به ثبت رسیده است.